# Marcello Cervini (vescovo)
Marcello Cervini (Montepulciano, ... – Vivo d'Orcia, 8 febbraio 1663) è stato un vescovo cattolico italiano.

## Biografia
Nato a Montepulciano da Antonio Cervini e Anna Strozzi, era discendente di papa Marcello II.
Fu nominato vescovo di Sovana da papa Innocenzo X il 15 maggio 1645 e ricevette la consacrazione episcopale il successivo 28 maggio dal cardinale Giovanni Battista Altieri, co-consacranti l'arcivescovo Scipione Pannocchieschi e il vescovo Roberto Strozzi. Il 2 aprile 1646 avviò la visita pastorale e il 2 giugno 1650 elevò a collegiata la chiesa di Sant'Erasmo di Porto Ercole, istituendovi un capitolo dei canonici.
Venne trasferito alla diocesi di Montepulciano il 23 settembre 1652.
Morì l'8 febbraio 1663 a Vivo d'Orcia e fu sepolto nella locale chiesa di San Marcello.

## Genealogia episcopale
La genealogia episcopale è:
- Cardinale Guillaume d'Estouteville, O.S.B.Clun.
- Papa Sisto IV
- Papa Giulio II
- Cardinale Raffaele Sansone Riario
- Papa Leone X
- Papa Paolo III
- Cardinale Francesco Pisani
- Cardinale Alfonso Gesualdo di Conza
- Papa Clemente VIII
- Papa Paolo V
- Cardinale Scipione Caffarelli-Borghese
- Cardinale Giovanni Battista Altieri
- Vescovo Marcello Cervini